# Dinton, Buckinghamshire
Dinton är en ort i Storbritannien.   Den ligger i kommunen Buckinghamshire och riksdelen England, i den södra delen av landet, 60 km nordväst om huvudstaden London. Dinton ligger 91 meter över havet och antalet invånare är 809.
Terrängen runt Dinton är platt. Runt Dinton är det tätbefolkat, med 511 invånare per kvadratkilometer. Närmaste större samhälle är Aylesbury, 6,2 km nordost om Dinton. Trakten runt Dinton består till största delen av jordbruksmark.